# 淡蓝色的日子
《淡蓝色的日子》（日语： Mizuiro no hibi）是日本摇滚乐队SHISHAMO的第8张单曲，于2018年3月21日发行。

## 简介
2018年1月25日乐队宣布了新单曲《淡蓝色的日子》将要在同年3月21日发售的消息，同日B面歌《心动不已》随武井咲主演“Dynamic JTB”广告开始播放。
主打歌《淡蓝色的日子》是乐队应可尔必思的邀请而创作的广告歌，歌曲以毕业时的甜酸心情为主题，描绘了中学生们对成长为一个大人既向往又害怕的情感。主唱宫崎朝子表示“从很久以前就很喜欢可尔必思水的广告，也想让自己的音乐能成为广告歌，于是在高校时就自作主张的写了不少歌并且投给他们（在第一张专辑《SHISHAMO》中收录的歌曲《恋爱》原本是想把标题直接命名为《可尔必思》，但因为“可尔必思”已经注册为商标所以只能放弃）。这次真的得到了邀请进行创作感到非常的高兴，梦想实现的感觉”。3月5日起永野芽郁主演的“2018年可尔必思水‘大·毕业篇’”广告在网络公开。此后歌曲的MV在3月20日公开，MV由此前执掌过星野源、乃木坂46等艺人MV作品的山岸圣太导演。
此外，这首《淡蓝色的日子》由音乐制作人小林武史参与编曲，这是SHISHAMO的歌曲首次由乐队以外的人参与制作。宫崎表示“虽然之前都一直是自己在做，但是对与其他人合作也很有兴趣。”“小林先生制作的歌曲知名度都非常高，有这么好的机会，我也想让SHISHAMO的歌曲能被更多的人所听到。”
本张单曲是SHISHAMO踏入出道5周年后的第一份作品，也是首次在单曲中放入三首歌曲，坚持“创作好歌曲”的宫崎说：“并不是自己觉得满意就是好歌曲，作品是要让大家一起听的。如果我很努力的创作但没有人能听到，那就没有任何意义，而当自己做好的歌曲被大家都能听到时，才觉得这首歌算是完成了。SHISHAMO的歌曲好或者不好，每一首都要不断的深入审视，而这一张《淡蓝色的日子》单曲，绝对是好的歌曲。”
单曲发售后3天，SHISHAMO就将开始自身规模最大（20场，总计动员37000人）的巡回演唱会“SHISHAMO专场巡回2018春”。

## 发行
《淡蓝色的日子》于2018年3月21日发行。
- 普通盘（商品编号：UPCM-1418）

## 收录
| CD       | CD               | CD                 | CD                                  | CD    |
| 曲序     | 曲目             | 编曲               | 备注                                | 时长  |
| -------- | ---------------- | ------------------ | ----------------------------------- | ----- |
| 1.       | （淡蓝色的日子） | 小林武史、宫崎朝子 | “2018年可尔必思水‘大·毕业篇’”广告歌 | 4:51  |
| 2.       | （心跳不已）     | SHISHAMO           | “Dynamic JTB”广告歌                 | 3:41  |
| 3.       | （爱上浪漫）     | SHISHAMO           | “三井住友卡 苹果支付”广告歌         | 3:24  |
| 总时长： | 总时长：         | 总时长：           | 总时长：                            | 11:56 |